# Tony Underwood
Anthony Underwood (Ipoh, 17 de febrero de 1969) es un exjugador británico de rugby nacido en Malasia que se desempeñaba como wing. Actualmente ejerce su profesión de piloto Comercial y es hermano menor del también exjugador de rugby Rory Underwood.

## Selección nacional
Debutó con el XV de la Rosa en octubre de 1992 ante Canadá y jugó en ella hasta su última convocatoria en diciembre de 1998 ante los Springboks.

### Participaciones en Copas del Mundo
Solo disputó una Copa del Mundo: Sudáfrica 1995 donde marcó el único try inglés en la victoria ante los Wallabies y el pase a semifinales, sin embargo en ésta; al igual que sus compañeros backs mostró una pobre defensa ante los All Blacks, en particular sobre el wing Jonah Lomu que marcó 4 tries para la victoria neozelandesa.
| Mundial                       | Sede      | Resultado     | PJ | Tries |
| ----------------------------- | --------- | ------------- | -- | ----- |
| Copa Mundial de Rugby de 1995 | Sudáfrica | Cuarto puesto | 4  | 2     |

## British and Irish Lions
Fue convocado a los Lions para las giras de Nueva Zelanda 1993 y Sudáfrica 1997.

## Palmarés
- Campeón del Torneo de las Cinco Naciones de 1995 y 1996.
- Campeón de la Premiership Rugby de 1994-95 y 1997-98.
- Campeón de la Anglo-Welsh Cup de 1992-93.